# Feričanci
Feričanci es un municipio de Croacia en el condado de Osijek-Baranya.

## Geografía
Se encuentra a una altitud de 128 m s. n. m. a 232 km de la capital nacional, Zagreb.

## Demografía
En el censo 2011 el total de población del municipio fue de 2 134 habitantes, distribuidos en las siguientes localidades:
- Feričanci - 1 626
- Gazije - 53
- Valenovac - 185
- Vučjak Feričanački - 270

| Gráfica de población de Feričanci 1857-2011                         |
|                                                                     |
| Según los censos de población de la oficina estadística de Croacia. |